# كارستن أنكر
كارستن أنكر هو شخصية أعمال وسياسي نرويجي، ولد في 17 نوفمبر 1747 في هالدن في النرويج، وتوفي في 13 مارس 1824 في Biri, Norway ‏ في النرويج.